# Julie von May
Julie von May   (Berna, 26 de febrer de 1808 - Berna, 5 de març de 1875) nom amb què es coneixia a Julie Carolina Elisabeth May von Belletruche, fou una feminista suïssa. El 1868, esdevingué presidenta de la primera organització feminista suïssa: Associació Internacional de Dones. Va donar suport al sufragi, i se centrà en la igualtat davant la llei. Juntament amb Marie Goegg-Pouchoulin, és considerada la principal feminista suïssa de la seua generació.

## Biografia
Julie Carolina Elisabeth May von Belletruche nasqué a Berna, filla de Karl Rudolf von Belletruche i Julia von Steiger. La seua era una destacada «família d'establiment» de Berna. Es casà amb el seu cosí Friedrich Amadeus Sigmund von May von Rued (1801-1883) el 1827 i se n'anaren a viure al cantó d'Argòvia. Tingueren una filla única el 1840.
Julie von May tenia més de 60 anys el 1869 quan entrà en l'Associació Internacional de Dones (AIF), una organització pacifista i feminista amb seu a Ginebra. Hi treballà en estreta col·laboració amb la dirigent Marie Goegg-Pouchoulin. En l'assemblea general de l'AIF de març del 1870 destacà la importància de la igualtat de gènere legal: «... considerem que la igualtat de les dones i els hòmens davant la llei és un dels [drets] més essencials i urgents».
El 1872 publicà l'assaig Die Frauenfrage in der Schweiz zur Bundesrevision am 12. May 1872, que tractava sobre la situació jurídica de les dones a Suïssa. El mateix text ja havia estat publicat en la revista de l'AIF el 1870. En l'article es feia referència a la secció «Igualtat» de la Constitució Federal: «Tots els ciutadans suïssos són iguals davant la llei. A Suïssa no hi ha relacions encobertes, ni avantatges segons el lloc, el naixement, la família o la persona». (Bundesverfassung 1848, article 4). L'escriptora apel·lava a l'orgull de Suïssa per la seua condició de bressol de la democràcia: «El bressol... de totes les llibertats i igualtats europees, Suïssa manté les seues filles en una condició més desposseïda i esclavitzada que qualsevol de les monarquies circumdants. La nació més madura d'Europa infravalora i infantilitza la seua part femenina». Criticava la forma en què les dones estan sotmeses a una càrrega igual, per exemple, respecte als imposts i el dret penal, però no se'ls concedeix els mateixos drets i privilegis davant la llei que als hòmens. Julie von May veia aquesta discriminació com la base de molts dels problemes socials. Les mans de les dones estaven lligades, impedint-los cuidar-se a si mateixes «amb la misèria de la seua posició social». A això li seguia una sèrie de reivindicacions, totes les quals -amb la interessant excepció de la «igualtat política» - eren objectius feministes històrics: igualtat d'educació, igualtat d'impostos, igual salari per igual treball, igualtat de drets de successió, drets de propietat, igualtat en el matrimoni i dret de divorci. Respecte als drets polítics, però, deia «que no exigim cap dret polític... sempre que puguem esperar la nostra ajuda del tracte just dels hòmens».
Presentà propostes perquè s'establissin associacions de dones als pobles i ciutats que poguessen explicar la situació jurídica a les dones. També demanava que s'inclogués la instrucció jurídica i de ciutadania en els plans d'estudi de les escoles de xiquetes. Les associacions feministes de cada ciutat haurien d'agrupar-se en una organització estatal que tingués la influència política necessària per a canviar la legislació federal.
Les demandes de Julie Von May eren mesurades i pragmàtiques, en contrast amb les de la seua companya política Marie Goegg-Pouchoulin, més aviat «maximalistes».
Julie von May va sofrir un vessament cerebral a la fi del 1874, del qual mai no es recuperà. Va morir a principis del 1875.